# Aldama (Chihuahua)
Pour les articles homonymes, voir Aldama.
Aldama est une municipalité de l'État de Chihuahua, au Mexique. Elle couvre une superficie de 9 835,9 km2 et compte 24 761 habitants en 2015.